# KTP科特卡

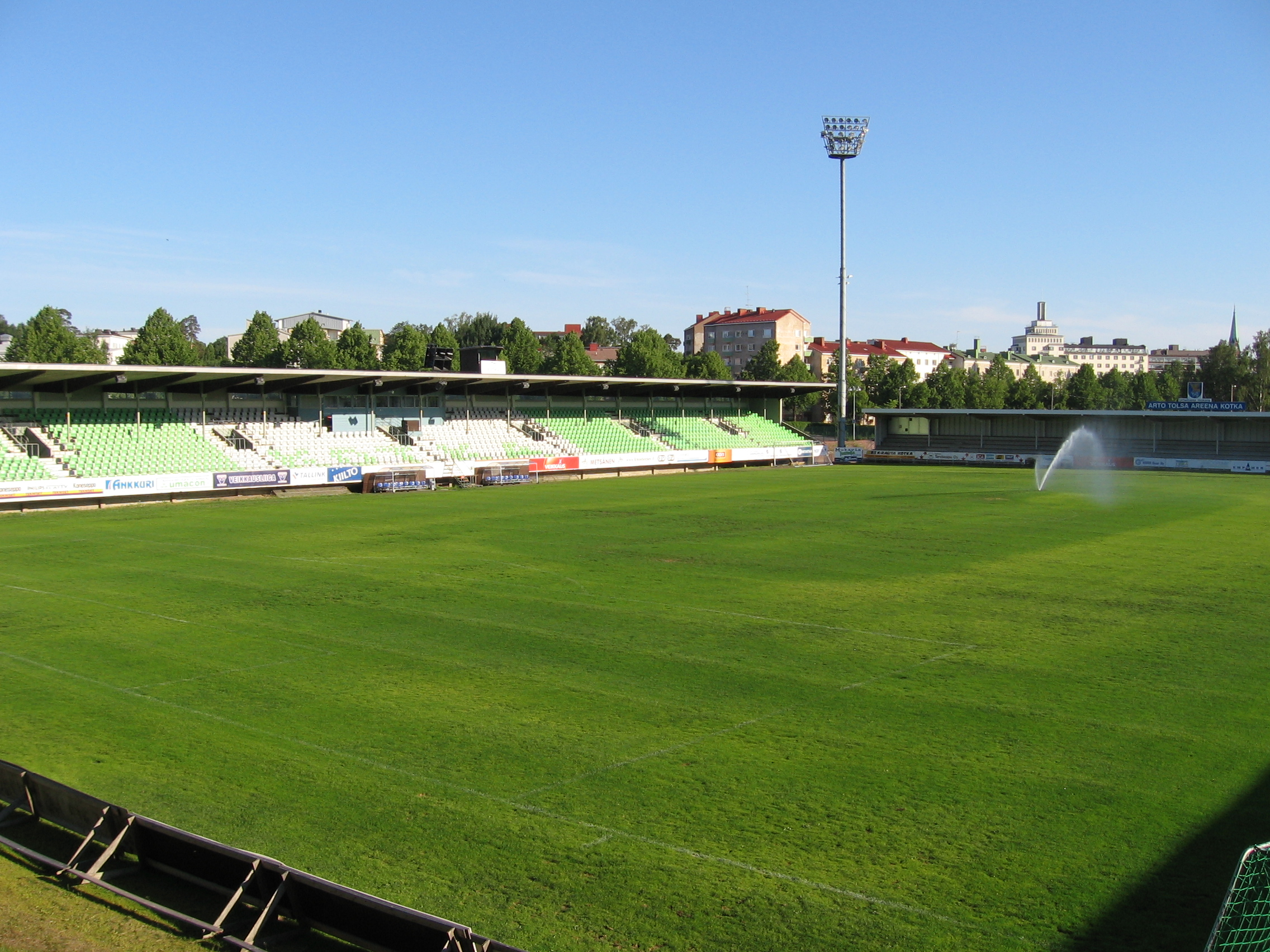
阿尔托·托尔萨体育场

KTP足球俱乐部（芬蘭語：FC KTP，中文通称KTP科特卡），是位于芬兰科特卡的足球俱乐部。俱乐部在2023赛季参加芬兰顶级的芬蘭足球超級聯賽。
2013年之前俱乐部的名字为FC KooTeePee。2013年12月俱乐部跟科特卡工人球会签署合并协议，并把名字从“FC KooTeePee”简化成“FC KTP”。其实科泰佩最初就是从科特卡工人球会分离独立出去的。俱乐部的主场是阿尔托·托尔萨体育场，其标志颜色是绿色和白色。

## 历史

### 科泰佩
科泰佩的历史跟成立于1927年的科特卡工人球会有关。1999年科泰佩作为科特卡工人球会的预备队（二队）成立，并在1999年和2000年赛季中参加丙级联赛并获胜。但是科泰佩不能晋升至乙级联赛，因为联赛的规则不允许预备队参加乙级和更高级别的联赛。于是科泰佩在2000年12月分离出去成立了独立的足球俱乐部，并晋升至乙级联赛参赛。

### KTP科特卡
2013年12月科泰佩跟科特卡工人球会签订合作协议，FC KooTeePee（科泰佩）把名字简化成FC KTP（KTP科特卡），同时以俱乐部会员的身份隶属在科特卡工人球会之下（科特卡工人球会之下还有女子足球队和篮球队等）。而科特卡工人球会则放弃其在乙级联赛中的位置，并将其足球队的运作交给KTP科特卡来操作。KTP科特卡也转而使用科特卡工人球会的会徽。
KTP科特卡曾在2015赛季重返芬蘭足球超級聯賽。但2019年时在芬兰足球甲级联赛参赛。
2020年KTP科特卡在甲级联赛中排名第二。在升降班附加赛中同超级联赛倒数第二名的1-1打平，但因客场进球制度制而进入2021年的超级联赛。
在2021年芬兰足球超级联赛中排在最后第12名，因此在2022年里降至芬兰足球甲级联赛参赛。
KTP科特卡在2022年的芬甲联赛中夺冠，因此在2023年参加芬蘭足球超級聯賽。

## 外部連結
- 官方网站 （文）